# Asplenium cowanii
Asplenium cowanii är en svartbräkenväxtart som beskrevs av Alan Reid Smith. Asplenium cowanii ingår i släktet Asplenium och familjen Aspleniaceae. Inga underarter finns listade.